# Erdélyi Zsuzsanna
Erdélyi Zsuzsanna (Dobozy Elemérné) (Komárom, 1921. január 10. – Budapest, 2015. február 13.) a Nemzet Művésze címmel kitüntetett, Kossuth-díjas magyar néprajztudós, folklorista. A Magyar Művészeti Akadémia Népművészeti, Néprajzi Tagozatának tagja (2002).

## Élete
Erdélyi Zsuzsanna Komáromban született 1921. január 10-én Erdélyi Pál és Remisovszky Hedvig házasságából. Nagyapja Erdélyi János (1814–1868) író, irodalomtörténész, filozófus.
1931-1942 között a Fővárosi Zeneiskola zongora szakán tanult. 1939-1940 között a József Nádor Műszaki és Gazdaságtudományi Egyetem Közgazdaságtudományi Karának hallgatója volt. 1940-1944 között a budapesti egyetem magyar–olasz–filozófia szakjain folytatott tanulmányokat. 1943-ban beiratkozott a Római Egyetemre.
1944-1948 között a Külügyminisztérium sajtóosztályán volt diplomata, de politikai okokból elbocsátották. 1953-1963 között a Művelődésügyi Minisztérium népzenei kutatócsoportjában, 1964-1971 között a Néprajzi Múzeum népzenei osztályán dolgozott. 1971-1987 között a Magyar Tudományos Akadémia Néprajzi Kutatócsoportjának lett munkatársa. 1987-ben nyugdíjba vonult, e mellett 1987-1990 között a Filozófiai Intézet tudományos munkatársaként működött. 2001-től a Szent István Akadémia, 2002-től a Magyar Művészeti Akadémia tagja. 
94 éves korában érte a halál. A Magyar Művészeti Akadémia és az Emberi Erőforrások Minisztériuma is saját halottjának tekinti a nemzet művészét.
Római katolikus vallású volt.

## Munkássága
Szakrális szövegfolklórral, a népköltészet szimbolikájával foglalkozott. (Ethnographia, 1961). 1968-ban hallott először archaikus népi imádságot a nagyberényi Babos Jánosné Ruzics Rozáliától, azóta ezt a középkori eredetű szöveghagyományt, a népi Mária-költészetet, a szóbeliség és az írásbeliség kapcsolatát és a népi vallásosságot kutatta. Több tízezer szöveget gyűjtött. 1980-ban Esztergomban létrehozta a népi vallásosság gyűjteményét.

## Magánélete
1948-1986 között Dobozy Elemér orvos, belgyógyász, kardiológus, egyetemi tanár volt a férje. Házasságukból négy gyermek született; Miklós (1949), Dániel (1951), Zsófia (1952) és Borbála (1955).

## Művei (válogatás)
- Sopron megyei virrasztóénekek.  1956.  (társszerzőkkel)
- Adatok a magyar népköltészet szimbolikájához.  Ethnographia,   (1961)
- Archaikus és középkori elemek népi szövegekben.  Ethnographia,   (1971)   343–374. o.
- Hegyet hágék, lőtőt lépék…: Archaikus népi imádságok. Kaposvár: Somogy Megyei ny. 1974.  = Somogyi Almanach,   (további kiadásai: 1976, 1978, 1999, lemezen is)
- Archaikus szövegemlékek a nógrádsipeki néphagyományban: Tanulmányok egy észak-magyarországi falu mai folklórjáról. Szerk. Szemerkényi Ágnes. Budapest: Akadémiai. 1980.  = Néprajzi Tanulmányok,
- Későközépkori közköltészeti emlékek a hazai interetnikus-délszláv-szakrális hagyományban. In  Folklór és tradíció I. Szerk. Kiss Mária. Budapest: (kiadó nélkül). 1984.   43–105. o.
- Golgota: Szántó Piroska festményei és archaikus népi imádságok. Vál. Erdélyi Zsuzsanna. Budapest: Corvina. 1987.
- Amor Sanctus. In  A szerelem kertjében: Erotikus jelképek a művészetben. Szerk. Hoppál Mihály, Szepes Erika. Budapest: Szépirodalmi. 1987.   179–202. o.
- Archaikus népi imádságok. In  Magyar néprajz V: Folklór I. / Magyar népköltészet. Budapest: Akadémiai. 1988.   692–748. o.
- Modern szinkretizmus. In  Néphit, népi vallásosság ma Magyarországon. Szerk. Lovik András, Horváth Pál. Budapest: MTA Filozófiai Intézet. 1990.  = Vallástudományi Tanulmányok,
- Az archaikus népi imádságzáradékok történeti kérdései. In  Boldogasszony ága: Tanulmányok a népi vallásosság köréből. Szerk. Erdélyi Zsuzsanna. Budapest: Szent István Társulat. 1991.   51–142. o.
- „Aki ezt az imádságot…”: Élő passiók. Pozsony: Kalligram. 2001.   (további kiadása: 2004)
- Az archaikus népi imádságműfaj terjedési iránya. In  Népi vallásosság a Kárpát-medencében VI. Veszprém: (kiadó nélkül). 2004.
- Maria mi kegyes Anyank...?. In  Látó szívvel.  2006.
- A kockás füzet. Úttalan utakon Lajtha Lászlóval; jegyz., utószó Solymosi Tari Emőke; Hagyományok Háza, Budapest, 2010
- Erdélyi Zsuzsanna–Várhelyi Ilona: "...századokon át paptalanúl...". Az archaikus népi imádságműfaj fogadtatástörténete; Szent István Társulat, Budapest, 2011
- Olasz Ferenc: Dicsértessék; imádságok gyűjt. Erdélyi Zsuzsanna, Tánczos Vilmos, Olasz Ferenc; Pierrot, Budapest, 2013
- Hegyet hágék, lőtőt lépék. Archaikus népi imádságok; előszó Ortutay Gyula; 4. bőv. kiad.; Pesti Kalligram, Budapest, 2013
- Múltunk íratlan lírája. Az archaikus népi imádságműfaj háttérvilága; szöveggond. Kovács Emília; Kalligram, Pozsony, 2015

## Díjak, elismerések (válogatás)
- Népművészeti Európa-díj (1983)
- Stephanus-díj (1993)
- Bethlen Gábor-díj (1996)[5]
- Giuseppe Pitre–Salomone Marino-díj (1996)
- Magyar Örökség díj (1998)
- A Magyar Művészeti Akadémia aranyérme (2001)
- Kossuth-díj (2001)
- Prima díj (2005)
- Hazám-díj (2009)
- A Magyar Kultúra Lovagja (2011)
- A Magyar Érdemrend középkeresztje a csillaggal (2013)[6]
- A Nemzet Művésze (2014)